# Delias catocausta
Delias catocausta is een vlindersoort uit de familie van de Pieridae (witjes), onderfamilie Pierinae.
Delias catocausta werd in 1912 beschreven door Jordan.